# Secțiunea de aur
Secțiunea de aur (numită uneori în mai multe feluri precum : Raportul de aur, Proporția de aur, Numărul de aur) (sectio aurea în limba latină), notată cu litera greacă Φ (phi majuscul) sau și cu φ (phi minuscul), care se citesc „fi”, este primul număr irațional descoperit și definit în istorie. El este aproximativ egal cu 1,618033 și poate fi întâlnit în cele mai surprinzătoare împrejurări.

## Definiție matematică

Secțiunea de aur a segmentului a+b din desen este realizată atunci când raportul dintre a+b și a este egal cu raportul dintre a și b. În această ilustrație a este numit "extremă rație", iar b este numit "medie".

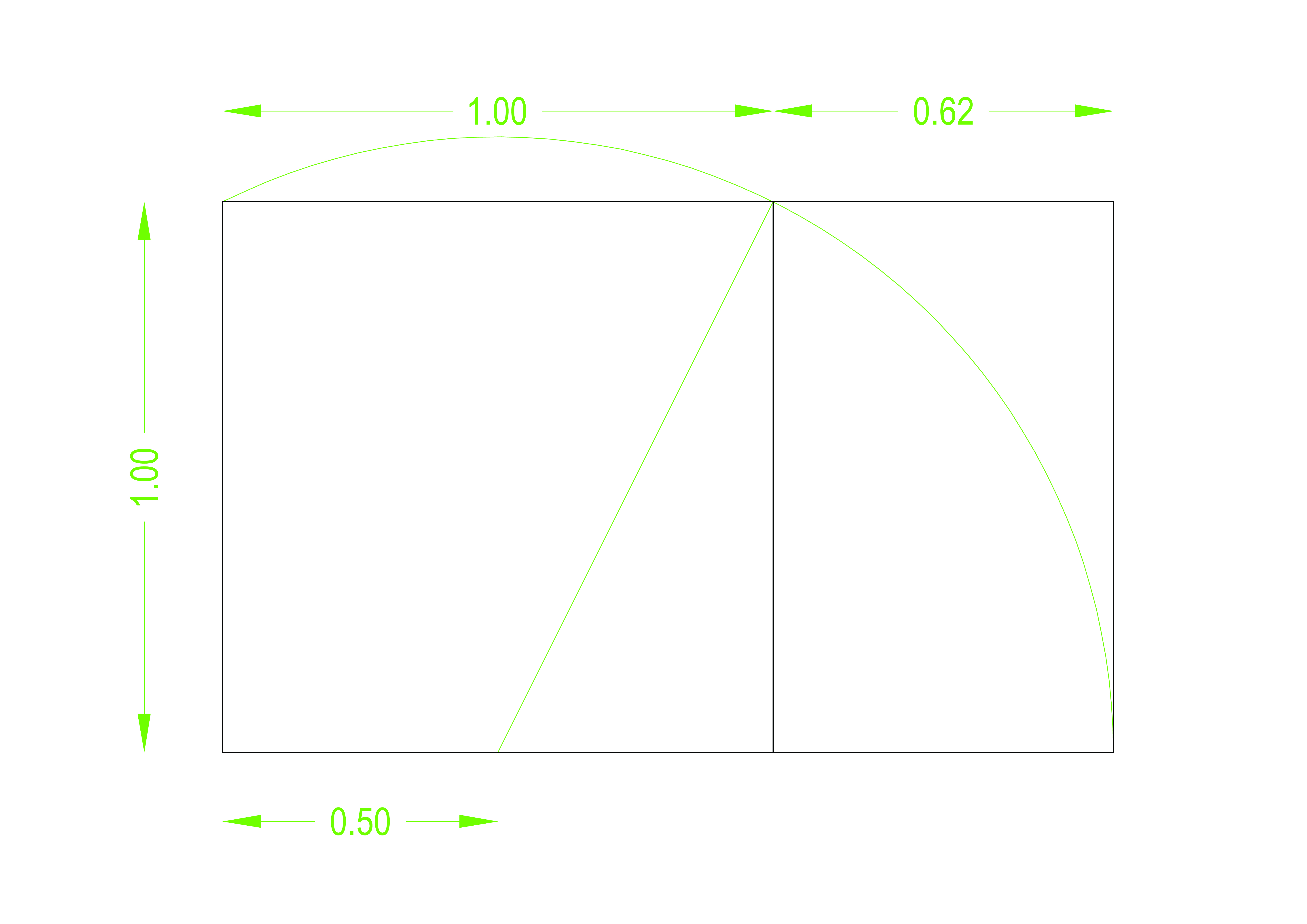
Dreptunghiul de aur – construcție grafică

Euclid l-a denumit pe Φ ca fiind simpla împărțire a unui segment de dreaptă în ceea ce el a numit "medie" și "extremă rație".
Iată cuvintele lui:
"Spunem că un segment de dreaptă a fost împărțit în medie și extremă rație atunci când segmentul întreg se raportează la segmentul mai mare precum se raportează segmentul cel mare la cel mai mic".
Cu alte cuvinte, în imaginea din dreapta, dacă {\displaystyle (a+b)/a=a/b}, atunci segmentul a+b a fost împărțit într-o secțiune de aur cu simbolul Φ.
Raportul de aur este un număr irațional care poate fi calculat din ecuația:
{\displaystyle {\frac {a+b}{a}}={\frac {a}{b}}=\varphi \,.}
Care conduce la:
{\displaystyle \varphi ^{2}-\varphi -1=0.}
Această ecuație algebrică de gradul al doilea are două soluții (rădăcini):
{\displaystyle \varphi _{1}={\frac {1+{\sqrt {5}}}{2}}\approx 1,61803\,39887\,...}
și
{\displaystyle \varphi _{2}={\frac {1-{\sqrt {5}}}{2}}\approx -0,61803\,39887\,...}
Deoarece φ este o fracție cu numitor și numărător pozitiv, φ este întotdeauna pozitiv:
{\displaystyle \varphi =\varphi _{1}={\frac {1+{\sqrt {5}}}{2}}\approx 1,61803\,39887\,...}
Mulți artiști și arhitecți și-au proporționat lucrările conform raportului de aur, considerând că acesta conferă lucrării o estetică plăcută.
În matematică acest raport are proprietăți interesante, și mai poate fi exprimat ca:
{\displaystyle \varphi =1+{\frac {1}{1+{\frac {1}{1+{\frac {1}{1+{\frac {1}{\ddots }}}}}}}}}
{\displaystyle \varphi ={\sqrt {1+{\sqrt {1+{\sqrt {1+{\sqrt {1+\cdots }}}}}}}}\,.}
În secolul V î.Hr. matematicianul grec Hippasus din Metapontum a descoperit că Φ este un număr cu un număr infinit de zecimale, care nu prezintă nici o regularitate în repetarea lor (adică este neperiodic, și anume irațional). El a descoperit că Φ nu poate fi exprimat ca un raport între două numere întregi (de ex. 1/2, 3/4, 76/98, … etc.).
În legătură cu aceasta se definește și proprietatea incomensurabilității a două numere:
- Fie a,b două numere oarecare, iar x,y numere aparținând mulțimii numerelor întregi și y≠0;
- Dacă a/b≠x/y, oricare ar fi x și y,
- atunci a și b sunt numite numere incomensurabile.
- În caz contrar spunem că a și b sunt numere comensurabile.

## Terminologie
În literatura matematică de specialitate secțiunea de aur mai are ca simbol și litera grecească τ (tau), luată de la cuvântul grecesc τομη, to-mi, care înseamnă "tăietură" sau "secțiune". Abia la începutul secolului XX matematicianul american Mark Barr i-a dat raportului numele de Φ (phi), provenind de la prima literă din numele celebrului sculptor Phidias, care a trăit aproximativ între 480-432 î.Hr. Cele mai mari realizări ale lui Phidias au fost statuile "Athena Partenos" din Atena și Statuia lui Zeus din Olympia. Barr a decis să-l onoreze cu acest gest, deoarece mulți istorici ai artei au susținut că acesta a folosit de multe ori secțiunea de aur în lucrările sale. În literatura dedicată matematicii distractive cele mai folosite nume sunt: Secțiunea de Aur, Raportul de Aur, Numărul de Aur și Φ. Dat fiind entuziasmul generat de acest număr încă din antichitate, am putea crede că numele de "Secțiunea de Aur" are origini vechi. Totuși anumite cărți prestigioase din istoria matematicii, precum Natura Matematicii în Epoca lui Platon de François Lasserre, sau O Istorie a Matematicii de Charles B. Boyer, plasează originea acestui nume în secolele XV respectiv XVI. Însă în cartea "Secțiunea de Aur:Povestea lui Phi, cel mai uimitor număr" de Mario Livio apare următorul pasaj:
- "Atâta cât pot eu afirma trecând în revistă mare parte din efortul de reconstituire a faptelor, acest termen a fost folosit pentru prima dată de Martin Ohm (fratele faimosului fizician Georg Simon Ohm, cel care a dat numele legii Ohm din electromagnetism), în a doua ediție din 1835 a cărții sale «Die reine Elementar-Mathematik» (Matematica pură elementară). Ohm scrie la subsol: «Această împărțire a unui segment de dreaptă în asemenea mod este numit în mod curent "secțiune de aur".» Aceasta arată că nu el ar fi inventat termenul, ci că folosea o denumire general acceptată. Faptul că el n-a folosit-o și în prima ediție a cărții sale în 1826 sugerează cel puțin că denumirea de Secțiune de Aur (în germană «Goldener Schnitt») și-a dobândit popularitatea abia prin anul 1830. Eventual denumirea fusese folosită și mai înainte în cercuri nematematice. Indubitabil este însă că, în urma cărții lui Ohm, numele «Secțiune de Aur» a început să apară în mod frecvent în literatura matematică germană și de istoria artei...".

## Valoarea numerică
Valoarea exactă a lui Φ până la cea de-a două mia zecimală apare în cartea "Secțiunea de Aur:Povestea lui Phi, cel mai uimitor număr" de Mario Livio:
1,

61803 39887 49894 84820 45868 34365 63811 77203 09179 80576  - cea de-a cincizecea zecimală 

28621 35448 62270 52604 62818 90244 97072 07204 18939 11374  - cea de-a o suta zecimală 

84754 08807 53868 91752 12663 38622 23536 93179 31800 60766 

72635 44333 89086 59593 95829 05638 32266 13199 28290 26788 

06752 08766 89250 17116 96207 03222 10432 16269 54862 62963  - cea de-a două sute cincizecea zecimală 

13614 43814 97587 01220 34080 58879 54454 74924 61856 95364 

86444 92410 44320 77134 49470 49565 84678 85098 74339 44221 

25448 77066 47809 15884 60749 98871 24007 65217 05751 79788 

34166 25624 94075 89069 70400 02812 10427 62177 11177 78053 

15317 14101 17046 66599 14669 79873 17613 56006 70874 80710  - cea de-a cinci suta zecimală
13179 52368 94275 21948 43530 56783 00228 78569 97829 77834 

78458 78228 91109 76250 03026 96156 17002 50464 33824 37764 

86102 83831 26833 03724 29267 52631 16533 92473 16711 12115 

88186 38513 31620 38400 52221 65791 28667 52946 54906 81131 

71599 34323 59734 94985 09040 94762 13222 98101 72610 70596 

11645 62990 98162 90555 20852 47903 52406 02017 27997 47175 

34277 75927 78625 61943 20827 50513 12181 56285 51222 48093 

94712 34145 17022 37358 05772 78616 00868 83829 52304 59264 

78780 17889 92199 02707 76903 89532 19681 98615 14378 03149 

97411 06926 08867 42962 26757 56052 31727 77520 35361 39362  - cea de-a o mia zecimală
10767 38937 64556 06060 59216 58946 67595 51900 40055 59089 

50229 53094 23124 82355 21221 24154 44006 47034 05657 34797 

66397 23949 49946 58457 88730 39623 09037 50339 93856 21024 

23690 25138 68041 45779 95698 12244 57471 78034 17312 64532 

20416 39723 21340 44449 48730 23154 17676 89375 21030 68737 

88034 41700 93954 40962 79558 98768 72320 95124 26893 55730 

97045 09595 68440 17555 19881 92180 20640 52905 51893 49475 

92600 73485 22821 01088 19464 45442 22318 89131 92946 89622 

00230 14437 70269 92300 78030 85261 18075 45192 88770 50210 

96842 49362 71359 25187 60777 88466 58361 50238 91349 33331
22310 53392 32136 24319 26372 89106 70503 39928 22652 63556 

20902 97986 42472 75977 25655 08615 48754 35748 26471 81414 

51270 00602 38901 62077 73224 49943 53088 99909 50168 03281 

12194 32048 19643 87675 86331 47985 71911 39781 53978 07476 

15077 22117 50826 94586 39320 45652 09896 98555 67814 10696 

83728 84058 74610 33781 05444 39094 36835 83581 38113 11689 

93855 57697 54841 49144 53415 09129 54070 05019 47754 86163 

07542 26417 29394 68036 73198 05861 83391 83285 99130 39607 

20144 55950 44977 92120 76124 78564 59161 60837 05949 87860 

06970 18940 98864 00764 43617 09334 17270 91914 33650 13715  - cea de-a două mia zecimală

## Istoric
Numărul Φ a fost cunoscut încă din antichitate, iar din secolul XIX a primit numele de "Secțiunea de Aur", "Numărul de Aur" sau "Raportul de Aur". Prima definiție clară a numărului a fost datată prin jurul anului 300 î.Hr. de către Euclid din Alexandria, părintele geometriei ca sistem deductiv formalizat. Asemenea numere nesfârșite i-au intrigat pe oameni încă din antichitate. Se spune că atunci când Hippasus din Metapontum a descoperit, în secolul V î.Hr., că Φ este un număr care nu este nici întreg (ex:1;2;...), nici măcar raportul dintre două numere întregi (precum fracțiile:1/2,7/6,45/90,etc., care sunt cunoscute în ansamblu drept numere raționale), adepții faimosului matematician grec Pitagora și anume pitagoreicii au fost extrem de șocați. Concepția pitagoreică despre lume se baza pe o extremă față de arithmos - adică proprietățile intrinseci ale numerelor întregi și ale fracțiilor lor - și presupusul lor rol în cosmos. Înțelegerea faptului că există numere care precum Φ se continuă la infinit fără a prezenta nici o repetiție sau regularitate a pricinuit o adevărată criză filozofică. Unele surse susțin chiar că pitagoreicii au sacrificat 100 de boi din cauza numărului. Totuși acest lucru pare extrem de improbabil deoarece ei erau vegetarieni stricți. Pitagoreicii erau neîndoielnic convinși că existența unor numere precum Φ era atât de înfricoșătoare încât ea trebuia să reprezinte un fel de eroare cosmică, o informație care ar trebui suprimată și ținută secret. Faptul că există numere iraționale a implicat și descoperirea incomensurabilității.
În lucrarea sa "Despre viața lui Pitagora" (cca. 300 î.Hr.) filozoful și istoricul Iambilichos, descendent al unei familii de nobili sirieni, descrie reacția violentă cu privire la această descoperire:
"Ei spun că primul om care le-a dezvăluit natura incomensurabilității celor nedemni de a o cunoaște a fost atât de detestat, încât nu numai că a fost exclus din asociația si modul de viață al pitagoreicilor, ci i s-a construit și mormântul, ca și cum fostul lor coleg ar fi plecat dintre cei vii."